# Nam Il
Nam Il (* 5. Juni 1913 in Kyŏngwŏn, Unterprovinz Kankyō-hokudo, Provinz Chōsen, damaliges Japanisches Kaiserreich, heutiges Nordkorea; † 7. März 1976 in Pjöngjang, Nordkorea) war ein nordkoreanischer Militärangehöriger und Politiker.
Nam Il studierte bis September 1939 in der Sowjetunion. Als Hauptmann der Roten Armee kämpfte er in der Schlacht von Stalingrad. Als Stabschef nahm er an der Schlacht um Warschau teil. 1945 kam er mit den sowjetischen Truppen nach Pjöngjang, in seine koreanische Heimat zurück. 1946 war er Mitglied des Provisorischen Volkskomitees. Seit 1948, dem Gründungsjahr der Demokratischen Volksrepublik Korea, war Nam Abgeordneter der Obersten Volksversammlung.
Als Generalstabschef der Koreanischen Volksarmee nahm Nam am Koreakrieg teil und unterzeichnete im Juli 1953 in Panmunjeom mit US-General William Harrison das Waffenstillstandsabkommen.
Nach dem Krieg war Nam von 1953 bis 1967 Außenminister von Nordkorea.
Nam Il starb am 7. März 1976 62-jährig, nach offiziellen Angaben bei einem Autounfall. Es wird jedoch spekuliert, dass Kim Jong-il seine Ermordung in Auftrag gegeben hat.